# Liste des seigneurs puis princes de Joinville
 (octobre 2018).
Si vous disposez d'ouvrages ou d'articles de référence ou si vous connaissez des sites web de qualité traitant du thème abordé ici, merci de compléter l'article en donnant les références utiles à sa vérifiabilité et en les liant à la section « Notes et références ».

D'azur à trois broyes d'or, au chef d'argent chargé d'un lion issant de gueules.

La liste des seigneurs puis princes de Joinville recense les titulaires de la seigneurie de Joinville, érigée en principauté en 1551 par le roi de France Henri II pour la famille Guise. La principauté de Joinville se situait en Champagne, dans l’actuelle Haute-Marne.

## Seigneurs de Joinville (Barons)

### Les Vaux-Joinville
| Naissance | Décès     | Nom             | Titres                | Remarques                                                                                   |
| --------- | --------- | --------------- | --------------------- | ------------------------------------------------------------------------------------------- |
| vers 1020 | vers 1060 | Etienne de Vaux | -                     | Fondateur de la dynastie, premier seigneur connu, il fit construire le château de Joinville |
| -         | 1080      | Geoffroy Ier    | -                     | -                                                                                           |
| -         | 1096      | Geoffroy II     | -                     | -                                                                                           |
| -         | 1137      | Roger           | -                     | -                                                                                           |
| -         | 1188      | Geoffroy III    | Sénéchal de Champagne | Titre devenu héréditaire                                                                    |
| -         | 1190      | Geoffroy IV     | Sénéchal de Champagne | Mort en Terre Sainte                                                                        |
| -         | 1204      | Geoffroy V      | Sénéchal de Champagne | Mort en Terre Sainte - ses armes sont celles de la ville de Joinville aujourd’hui           |

Fin de la ligne mâle directe
| Naissance | Décès | Nom    | Titres                | Remarques |
| --------- | ----- | ------ | --------------------- | --- |
| -         | 1233  | Simon  | -                     | Second fils de Geoffroy IV |
| 1224      | 1317  | Jean   | sénéchal de Champagne | Historien de Saint-Louis |
| 1265      | 1343  | Anseau | Sénéchal de Champagne | Marié à Marguerite de Vaudémont |
| -         | 1365  | Henri  | comte de Vaudémont    | Sénéchal de Champagne, sans postérité mâle, sa fille Marguerite épouse Ferry, second fils du duc de Lorraine, qui devient Seigneur de Joinville et comte de Vaudémont |

Fin de la deuxième ligne mâle

### Les Vaux – Joinville – Lorraine - Guise
| Naissance | Décès | Nom       | Titres                                  | Remarques |
| --------- | ----- | --------- | --------------------------------------- | --- |
| 1368      | 1415  | Ferry Ier | comte de Vaudémont                      | Mort à la bataille d’Azincourt |
| 1394      | 1447  | Antoine   | comte de Vaudémont et d'Harcourt        | - |
| 1428      | 1470  | Ferry II  | comte de Vaudémont et d'Harcourt        | - |
| -         | 1476  | Nicolas   | seigneur de Joinville et de Bauffremont | fils cadet du précédent. Son frère aîné lui succède |
| 1451      | 1508  | René      | Duc de Lorraine                         | Hérite du duché de Lorraine |
| 1496      | 1550  | Claude    | titré duc de Guise par le roi           | Fils puîné du duc de Lorraine. Il reçoit toutes les possessions françaises de son père. Son frère aîné Antoine est duc de Lorraine. il fait construire à Joinville le château du Grand Jardin. |

## Princes de Joinville

### Les Guise
La seigneurie de Joinville est érigée en Principauté par Henri II en 1551
| Période   | Nom                            | Titres                        | Remarques |
| --------- | ------------------------------ | ----------------------------- | --- |
| 1551-1563 | François de Guise              | duc de Guise                  | Combat Charles-Quint. Ordonne le massacre de Wassy |
| 1563-1588 | Henri de Guise                 | duc de Guise                  | Dit « le Balafré », assassiné à Blois par la garde d’Henri III |
| 1588-1640 | Charles de Guise               | duc de Guise                  | Épouse Henriette Catherine de Joyeuse, veuve d'Henri de Bourbon, duc de Montpensier                                                                                                  |
| 1640-1641 | Henri II de Guise              | duc de Guise                  | En 1641, mise sous séquestre de la principauté par Louis XIII qui en fait don à Henriette de Joyeuse, épouse de Charles de Guise                                                     |
| 1642-1654 | Henriette Catherine de Joyeuse | duchesse de Joyeuse           | Rétablie dans la principauté en 1642 par Louis XIII, elle fait en 1654 don de la principauté à son fils Louis                                                                        |
| 1654      | Louis de Guise-Joyeuse         | duc de Joyeuse et d'Angoulême | Fils de Charles et d'Henriette Catherine de Joyeuse |
| 1654-1671 | Louis Joseph                   | duc de Guise                  | |
| 1671-1675 | François Joseph de Guise       | duc de Guise                  | Meurt à 5 ans en 1675. La principauté revient à Marie, fille de Charles de Guise et d’Henriette-Catherine de Joyeuse                                                                 |
| 1675-1688 | Marie de Guise                 | duchesse de Guise             | Elle meurt sans postérité et lègue la principauté à Anne-Marie-Louise d'Orléans « La Grande Mademoiselle », sa nièce, du premier mariage de sa mère Henriette, avec Henri de Bourbon |

### Les Orléans
| Titularité | Nom                             | Titres                  | Remarques |
| ---------- | ------------------------------- | ----------------------- | --- |
| 1688-1693  | Anne-Marie-Louise d'Orléans     | Duchesse de Montpensier | Pendant la Fronde, fait tirer le canon du haut des remparts de la Bastille sur les troupes de son cousin Louis XIV. Elle meurt sans postérité. Elle lègue la principauté à Philippe, duc d’Orléans, frère de Louis XIV                                                                                         |
| 1693-1701  | Philippe de France              | duc d'Orléans           | - |
| 1701-1723  | Philippe II                     | duc d’Orléans           | Régent, pendant la minorité de Louis XV |
| 1723-1752  | Louis d'Orléans                 | duc d’Orléans           | - |
| 1752-1785  | Louis-Philippe                  | duc d’Orléans           | - |
| 1785-1793  | Louis Philippe Joseph d'Orléans | duc d’Orléans           | Dit « Philippe Égalité » - A épousé la cause révolutionnaire en 1789. A voté la mort de son cousin, le roi Louis XVI (Voir les choix de Philippe Égalité, député de Paris dans Résultat par département du scrutin sur les quatre questions posées lors du procès de Louis XVI). Périt sur l'échafaud en 1793. |
| 1793-1818  | Louis-Philippe                  | roi des Français        | Louis-Philippe, duc d’Orléans, devient Louis-Philippe Ier, roi des Français en 1830 |
| 1818-1900  | François d'Orléans              | prince de Joinville     | Fils du précédent; rapatrie les cendres de Napoléon Ier à Paris |

## Château et collégiale Saint-Laurent de Joinville
Au XIe siècle, Étienne de Vaux fit construire un château-fort sur la colline surplombant le bourg. Au siècle suivant, son descendant, Geoffroy de Joinville fit construire dans l'enceinte du château une église qui devint la collégiale Saint-Laurent. Jusqu'au XVIIe siècle, la collégiale Saint-Laurent servit de sépulture aux seigneurs, puis princes de Joinville. À la Révolution, le château d'en haut et la collégiale Saint-Laurent furent détruits.
Sont encore visibles à Joinville le château du Grand Jardin, édifié au XVIe siècle par Claude de Lorraine, premier duc de Guise, sa chapelle, son parc et la sépulture des anciens seigneurs de Joinville, dont les ossements furent rassemblés en 1841 dans le cimetière communal.

## Galerie

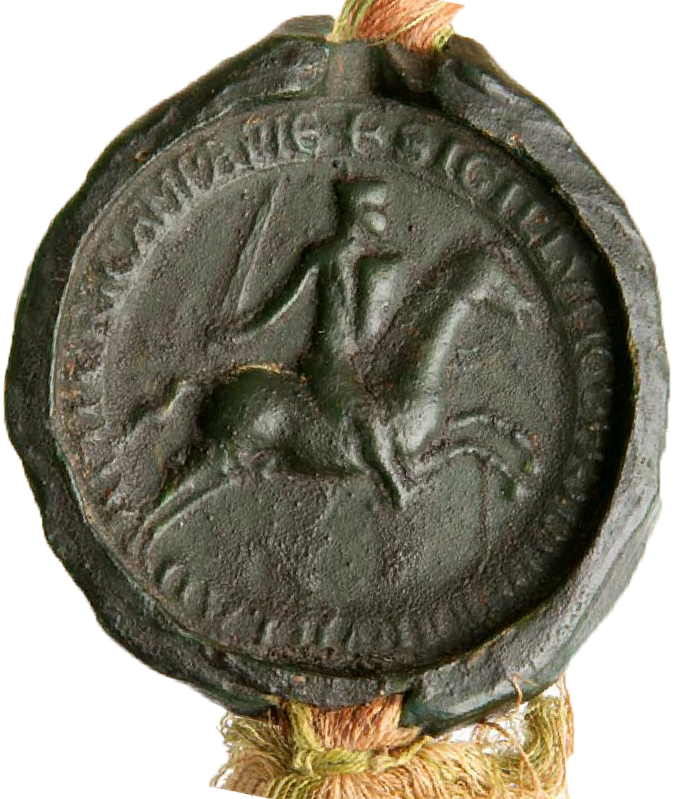
sceau de Geoffroy V,
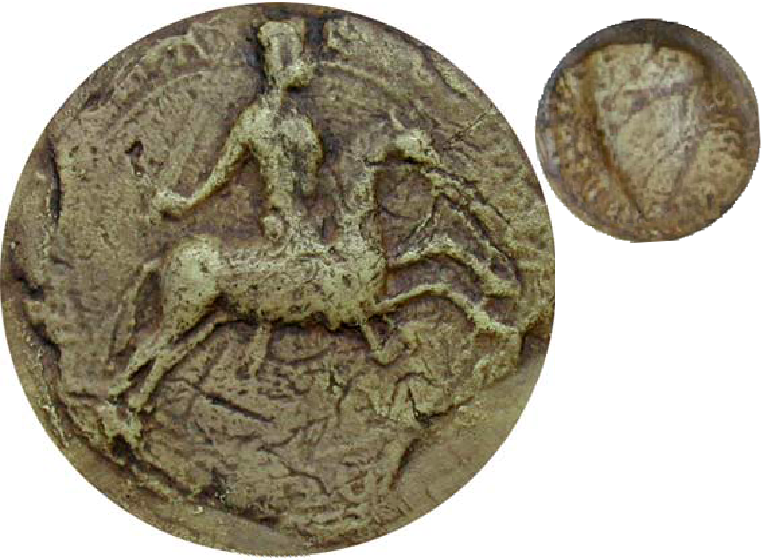
et de Simon,
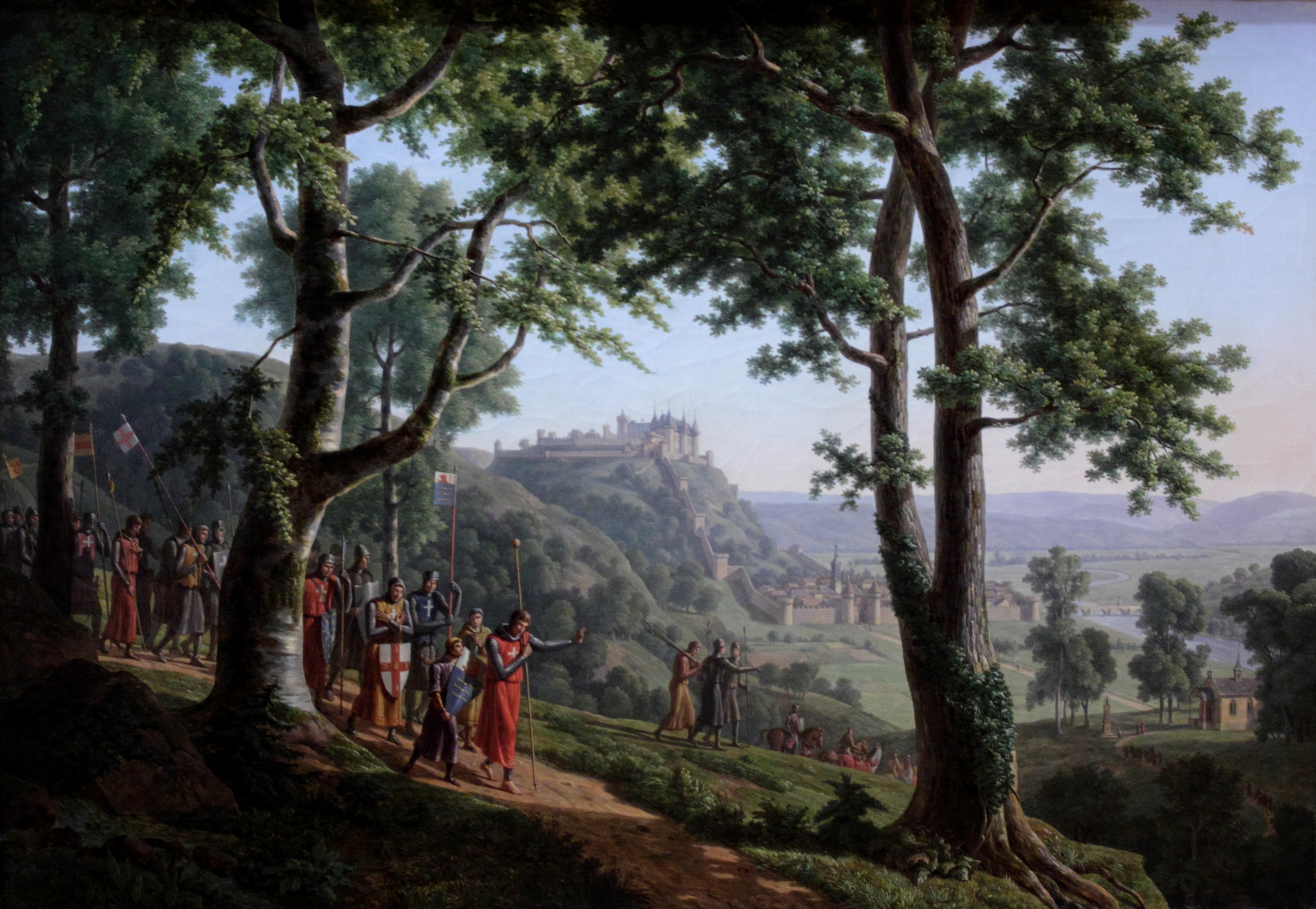
départ aux croisades, Alexandre Millin du Perreux
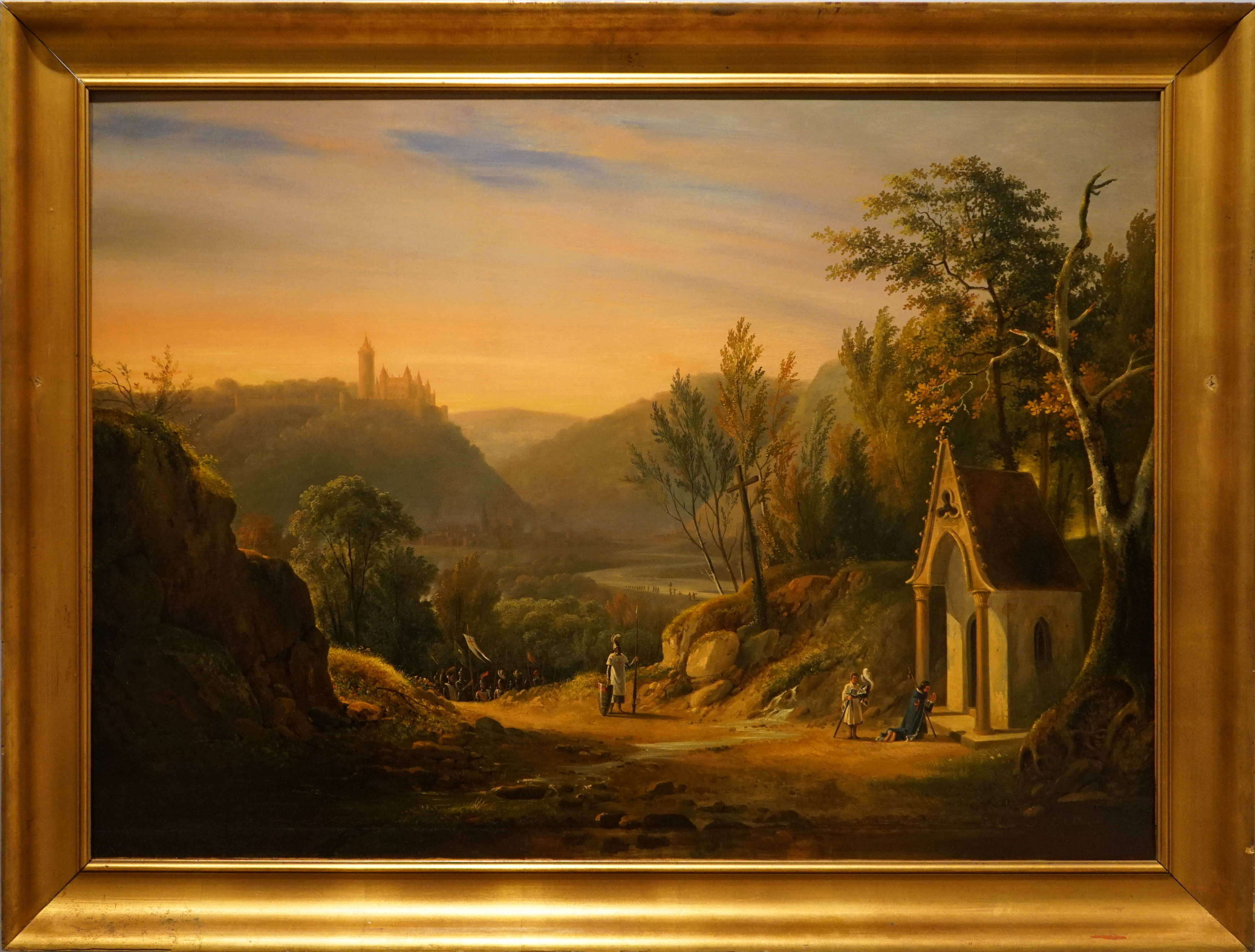
et de François Alexandre Pernot
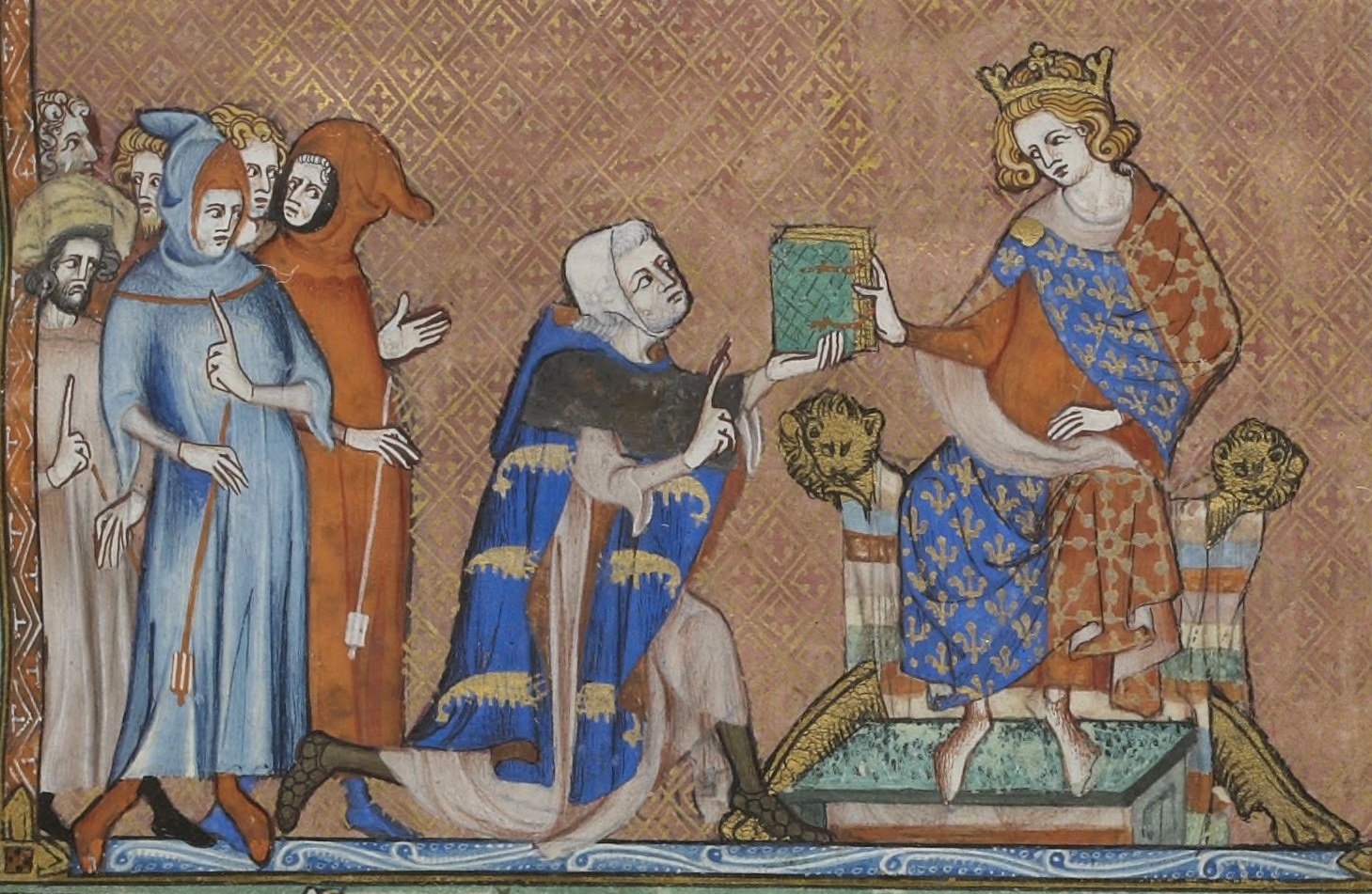
Jean de Joinville devant Louis X